# 1-й Тушинский проезд
Пе́рвый Ту́шинский прое́зд (до 11 апреля 1964 года — Пе́рвая Комсомо́льская у́лица, до 1960 года — Пе́рвый Комсомо́льский прое́зд города Тушино) — проезд, расположенный в Северо-Западном административном округе города Москвы на территории района Покровское-Стрешнево.

## История
Проезд находится на территории бывшего города Тушино, где он назывался Пе́рвый Комсомо́льский прое́зд по своему расположению в Комсомольском посёлке. В 1960 году город Тушино вошёл в состав Москвы, проезд был переименован в Пе́рвую Комсомо́льскую у́лицу, а 11 апреля 1964 года улица получила современное название.

## Расположение
1-й Тушинский проезд проходит от восточного до западного конца 2-го Тушинского проезда (2-й Тушинский проезд огибает 1-й с севера). Нумерация домов начинается с востока.

## Примечательные здания и сооружения
По нечётной стороне:
По чётной стороне:

## Транспорт

### Наземный транспорт
По 1-му Тушинскому проезду проходит маршрут автобуса № 432. Юго-западнее проезда, на Волоколамском шоссе, расположена остановка «Академия коммунального хозяйства» автобусов № 2, 88, 210, 248, 266, 541, 542, 549, 568, 575, 589, 614, 631, 640, 741, 777, 930, севернее, на Строительном проезде, — остановка «13-й микрорайон Тушина» автобусов № Т, 199, 252, 432, 678.

### Метро
- Станция метро «Тушинская» Таганско-Краснопресненской линии — юго-восточнее проезда, на проезде Стратонавтов.

### Железнодорожный транспорт
- Платформа «Тушинская» Рижского направления МЖД — юго-восточнее проезда, на проезде Стратонавтов.
- Платформа «Трикотажная» Рижского направления МЖД — юго-западнее проезда, на Трикотажном проезде.